# コンビニのセッピョル
『コンビニのセッピョル』（韓国語：편의점 샛별이 ）は2020年（令和2年）6月19日から同年8月8日までSBSで放送されていた大韓民国のテレビドラマである。日本では、KNTVにて放送される。

## あらすじ
イケメン店長のチェ・デヒョン（チ・チャンウク）が経営するコンビニ（GS25）に、チョン・セッピョル（キム・ユジョン）がアルバイトとして入ってきてから繰り広げられる話を描いたドタバタラブストーリー。

## 出演

### 主要人物
チョン・セッピョル：キム・ユジョン
デヒョンのコンビニのアルバイト店員
チェ・デヒョン：チ・チャンウク
イケメンでコンビニ本社（GSリテール）傘下のコンビニ加盟店（GS25シンソン洞店）の店長（個人事業主・社長）。
ユ・ヨンジュ：ハン・ソナ
デヒョンの恋人、コンビニ本社（GSリテール）の社員。広報チーム長。
チョ・スンジュン：ト・サンウ
コンビニ本社（GSリテール）の社員。理事（取締役）。オーナーの息子。

### セッピョルの周辺人物
チョン・ウンビョル：ソルビン
セッピョルの妹、アイドル志望生。
ファン・クムビ（アフロディーテ） : ソ・イェファ
セッピョルの友人。ダルシクの漫画のファン。
チャ・ウンジョ : ユンス
セッピョルの友人。美容師助手。
カン・ジウク（子犬）：キム・ミンギュ
セッピョルの小学校の同級生。映画俳優。

### デヒョンの周辺人物
コン・ブンヒ：キム・ソニョン
デヒョンの母親。保険外交員。
チェ・ヨンピル：イ・ビョンジュン
デヒョンの父親。バンドボーカル。
チェ・デスン : キム・ジヒョン
デヒョンの姉。
ハン・ダルシク（火山）：ウム・ムンソク
デヒョンの友人。ウェブ漫画作家。
カン・ソンテ：ヌエル
デヒョンの元同僚。コンビニ本社（GSリテール）の広報チーム社員。

### 特別出演
パク・ジンジュ
セッピョルの決闘の相手。
ヘイン
ウンビョルと同じ事務所の練習生。
アユミ
チャ・ウンジョの美容院の客。
シム・ヒョンソプ
ダルシクらが行ったヨガ学院の院長。
ユヒョン
チョン・ユジョン

## オリジナルンドトラック

### OSTパート1
| #         | タイトル             | 作詞      | 作曲・編曲 | アーティスト   | 時間 |
| --------- | -------------------- | --------- | ---------- | -------------- | ---- |
| 1.        | 「Something」        |           |            | カン・ダニエル | 3;21 |
| 2.        | 「Something」(Inst.) |           |            |                | 3:21 |
| 合計時間: | 合計時間:            | 合計時間: | 6:42       |                |      |

### OSTパート2
| #         | タイトル         | 作詞      | 作曲・編曲 | アーティスト | 時間 |
| --------- | ---------------- | --------- | ---------- | ------------ | ---- |
| 1.        | 「Crazy」        |           |            | April        | 3;48 |
| 2.        | 「Crazy」(Inst.) |           |            |              | 3:48 |
| 合計時間: | 合計時間:        | 合計時間: | 7:36       |              |      |

### OSTパート3
| #         | タイトル           | 作詞      | 作曲・編曲 | アーティスト | 時間 |
| --------- | ------------------ | --------- | ---------- | ------------ | ---- |
| 1.        | 「Love Ya」        |           |            | キム・テウ   | 3:04 |
| 2.        | 「Love Ya」(Inst.) |           |            |              | 3:04 |
| 合計時間: | 合計時間:          | 合計時間: | 6:08       |              |      |

### OSTパート4
| #         | タイトル                | 作詞      | 作曲・編曲 | アーティスト | 時間 |
| --------- | ----------------------- | --------- | ---------- | ------------ | ---- |
| 1.        | 「眠れない夜に」        |           |            | Rothy        | 4:21 |
| 2.        | 「眠れない夜に」(Inst.) |           |            |              | 4:21 |
| 合計時間: | 合計時間:               | 合計時間: | 8:42       |              |      |

### OST
| #         | タイトル        | 作詞      | 作曲・編曲 | アーティスト | 時間 |
| --------- | --------------- | --------- | ---------- | ------------ | ---- |
| 1.        | 「宝物」        |           |            | Colde        | 3:43 |
| 2.        | 「宝物」(Inst.) |           |            |              | 3:43 |
| 合計時間: | 合計時間:       | 合計時間: | 7:26       |              |      |

## 受賞
| 年度 | 賞                     | 部門                             | 受賞者                         | 結果       |
| ---- | ---------------------- | -------------------------------- | ------------------------------ | ---------- |
| 2020 | 第7回APAN STAR AWAREDS | ミニシリーズ部門優秀俳優賞       | チ・チャンウク                 | ノミネート |
| 2020 | 第7回APAN STAR AWAREDS | ミニシリーズ部門優秀女優賞       | キム・ユジョン                 | ノミネート |
| 2020 | 第7回APAN STAR AWAREDS | ミニシリーズ部門最優秀助演女優賞 | キム・ソニョン                 | 受賞       |
| 2020 | SBS演技大賞            | ミニシリーズ部門最優秀俳優賞     | チ・チャンウク                 | ノミネート |
| 2020 | SBS演技大賞            | ミニシリーズ部門優秀女優賞       | キム・ユジョン                 | 受賞       |
| 2020 | SBS演技大賞            | ミニシリーズ部門優秀女優賞       | ハン・ソナ                     | ノミネート |
| 2020 | SBS演技大賞            | ベストカップル賞                 | チ・チャンウク、キム・ユジョン | ノミネート |
| 2020 | SBS演技大賞            | 女性新人賞                       | ソ・イェファ                   | ノミネート |